# 乌德 (德国)
乌德（發音：[ˈuːdɐ]）是德国图林根州艾希斯费尔德县的市镇，面积57.8平方千米，2024年12月31日人口为6,134人。2024年1月1日，乌德所属的乌德管理共同体解散，其成员市镇比肯费尔德、艾希斯特鲁特、伦特罗德、卢特、马肯罗德、勒里希、申哈根、施泰因霍伊特罗德、塔尔文登和维斯特霍伊特罗德并入乌德，暂未合并的成员市镇阿斯巴赫-锡肯贝格和迪岑罗德-法特罗德由乌德代管。